# كيلميس
كيلميس (بالفرنسية: La Calamine) هي بلدية تقع في بلجيكا مقاطعة لياج.